# Bertone
Ej att förväxla med Flaminio Bertoni, italiensk industridesigner.
Bertone, italiensk designfirma och tillverkare inom bilindustrin

## Historia
Bertone grundades 1912 som ett familjeföretag under ledning av Giovanni Bertone. 1920 slog man sig in i bilbranschen och har efter Andra världskriget etablerat sig inom den internationella bilindustrin som designutvecklare och tillverkare av mindre serier av framförallt coupé- och cabrioletmodeller. Vid den tiden hade Bertones son, Nuccio Bertone, tagit över företaget. Bertones främsta konkurrenter är Pininfarina och Italdesign. 
Bertone har genom åren arbetat med bl.a. Fiat, Lamborghini, Volvo, Lancia och Opel. 
I slutet av 2007 drabbades Bertone av akuta ekonomiska problem, efter flera år av förluster. Företaget bjöds ut till försäljning och köptes av Fiat 2009.

## Lista över bilar med Bertone-kaross
- 1953 Alfa Romeo BAT 5
- 1953 Fiat 8V Spider

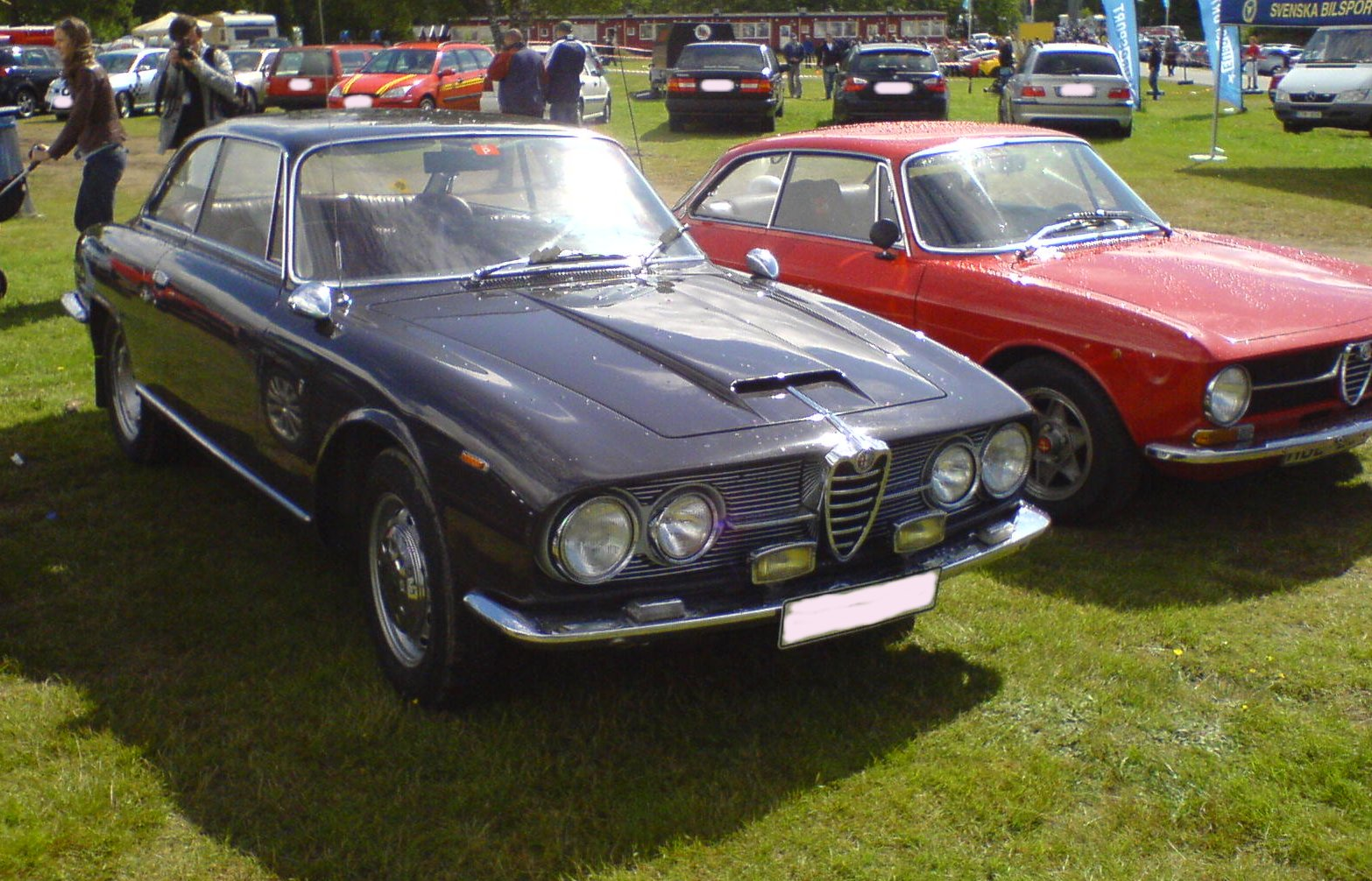
Alfa Romeo 2600 Sprint, med den mindre Giulia Sprint GT i bakgrunden.

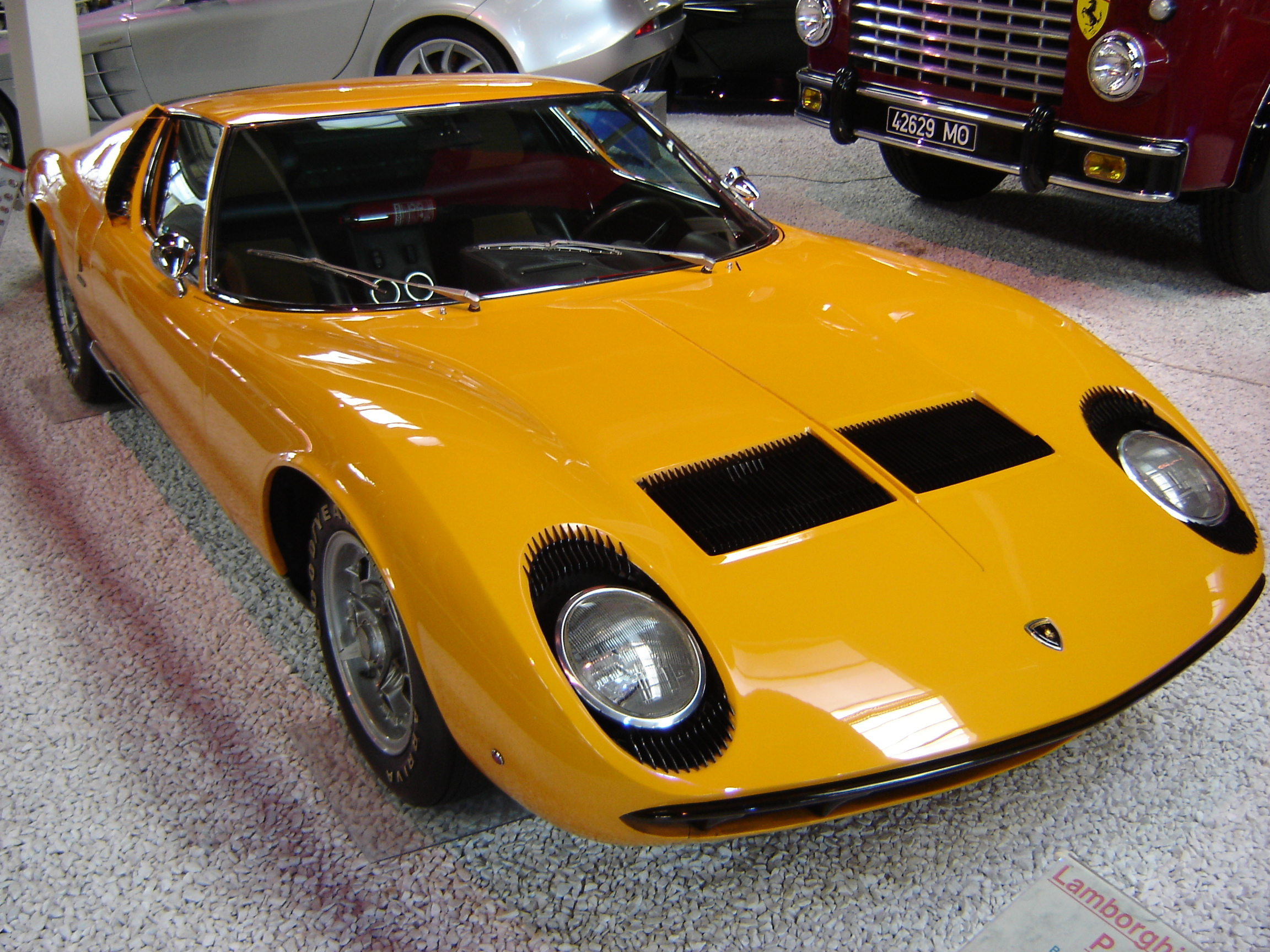
Lamborghini Miura

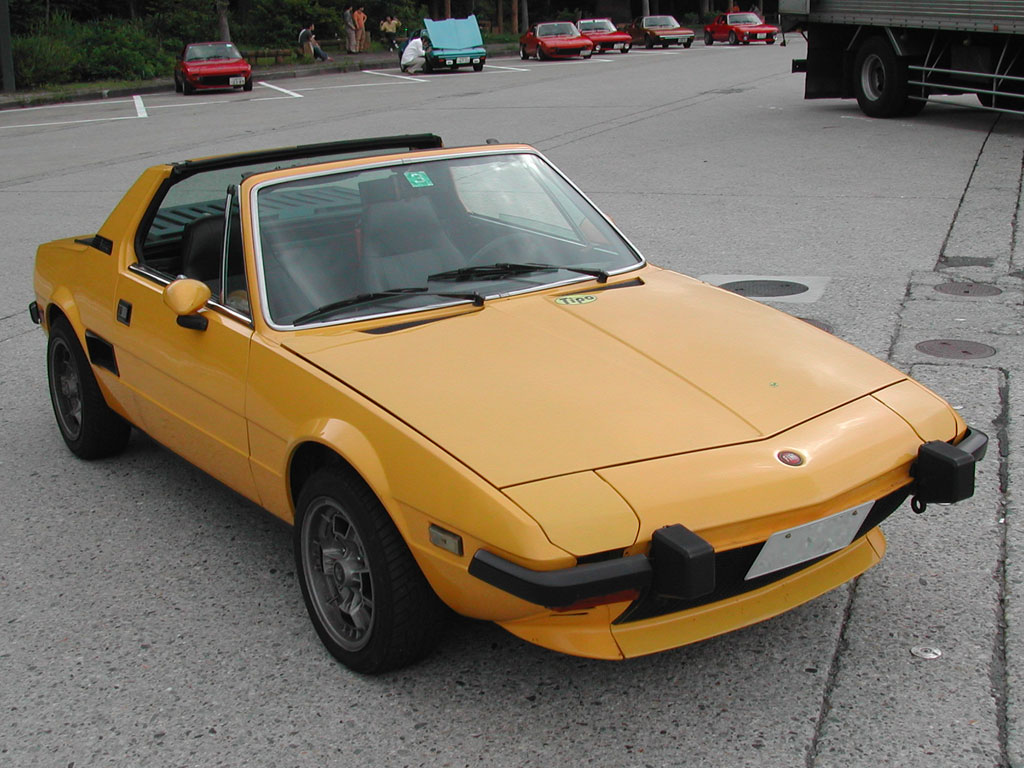
Fiat X1/9, med en för Bertone typisk kilformad kaross.

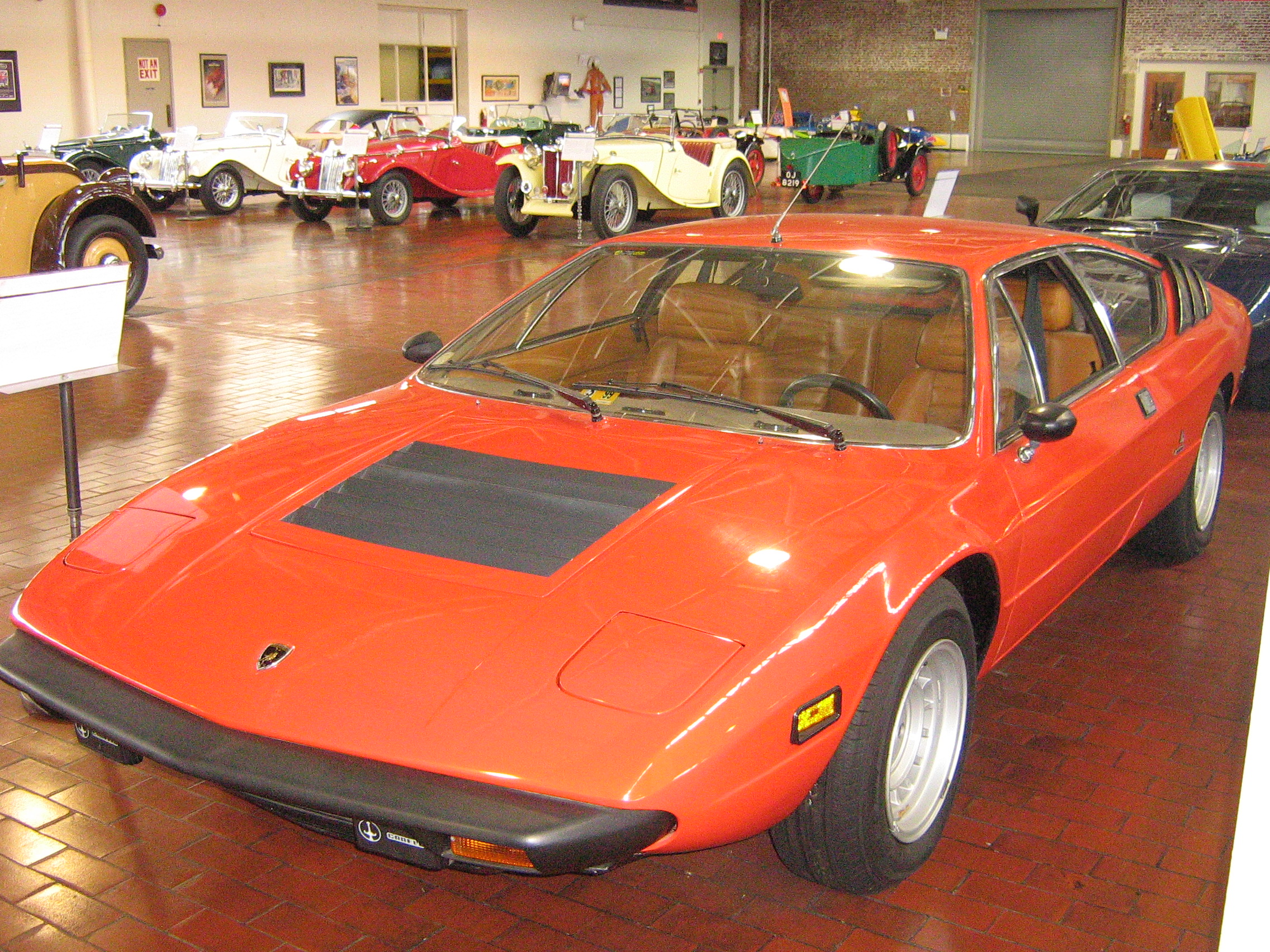
Lamborghini Urraco

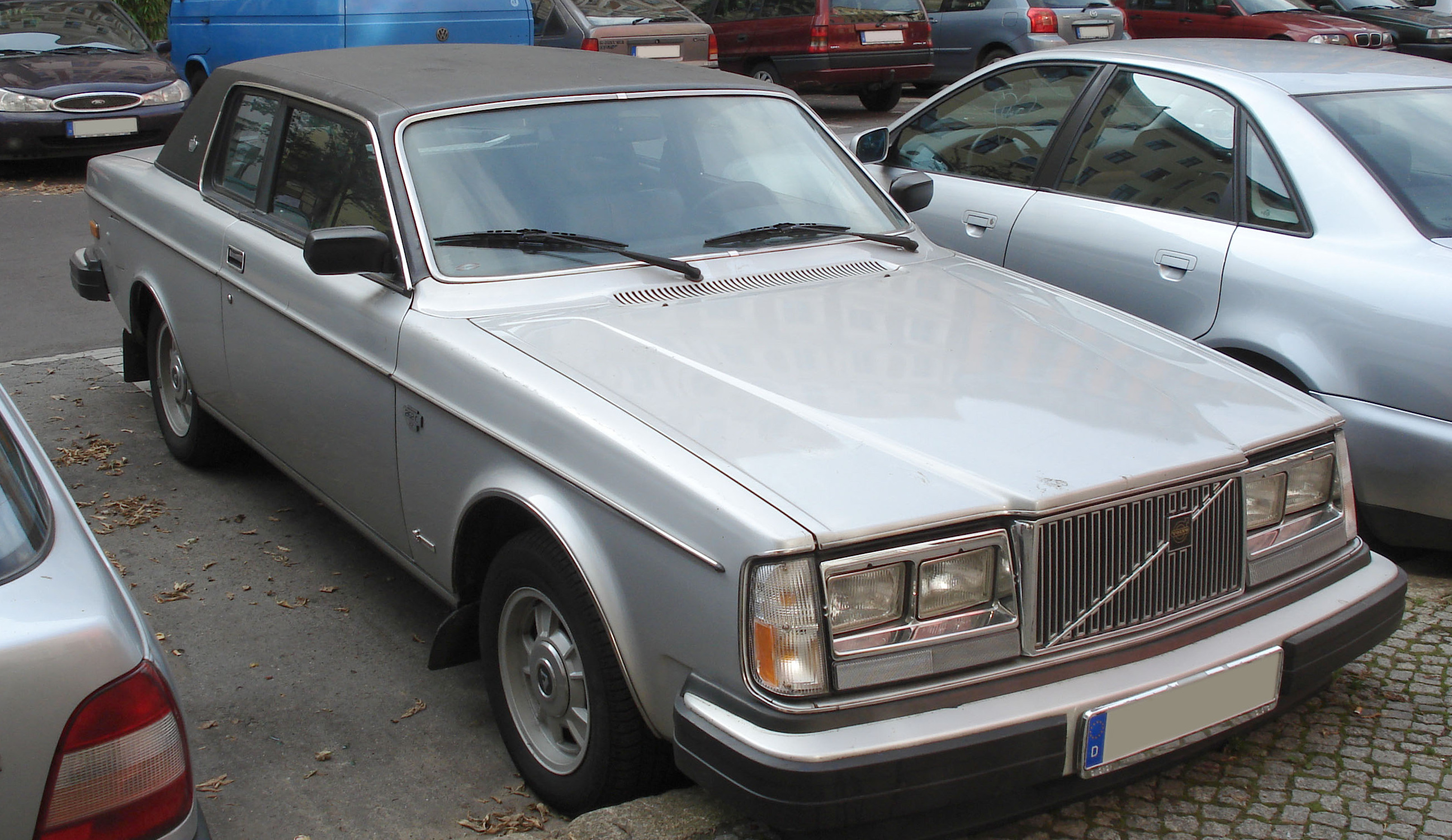
Volvo 262C

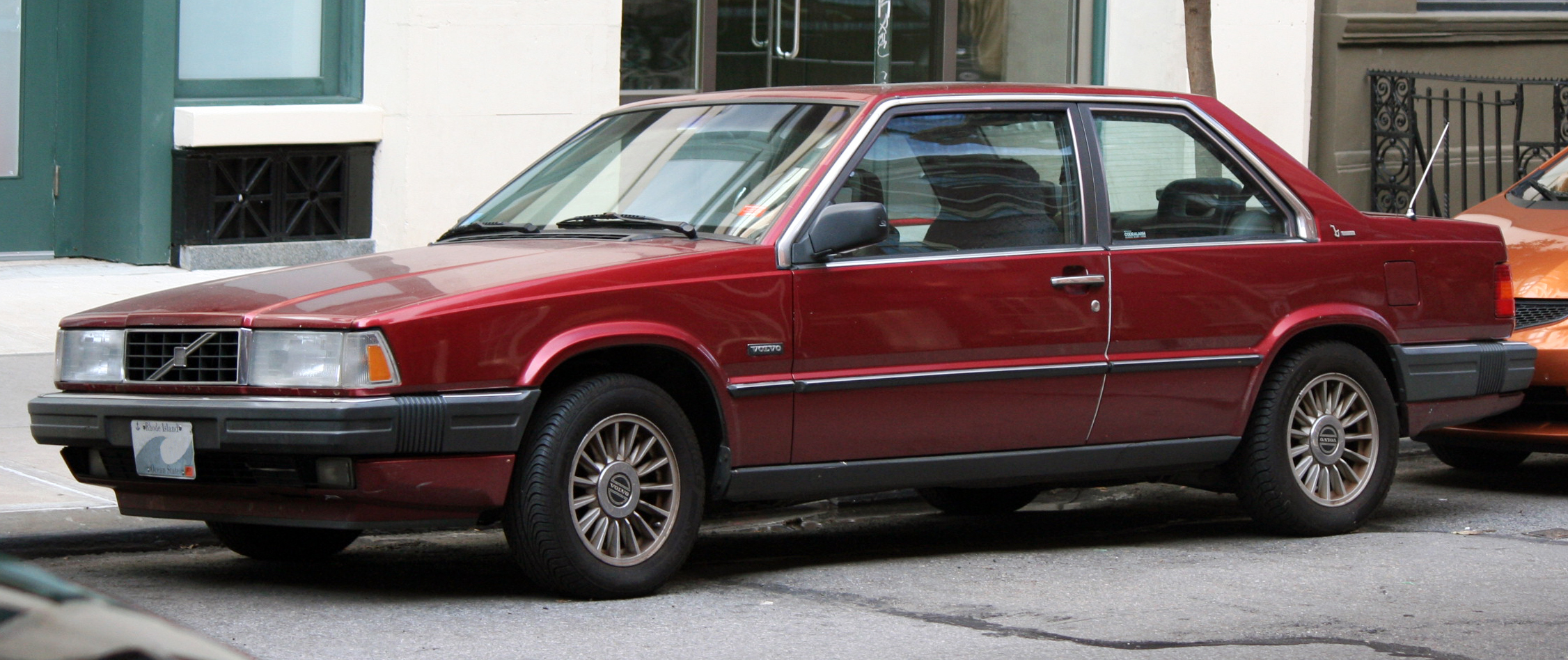
Volvo 780

- 1954 Alfa Romeo Giulietta Sprint
- 1954 Alfa Romeo 1900 Sport Spider
- 1954 Alfa Romeo BAT 7
- 1954 Arnolt Aston Martin DB2/4 Spider
- 1955 Alfa Romeo BAT 9
- 1955 Arnolt-Bristol Spider/Coupe
- 1959 NSU Sport Prinz
- 1960 Alfa Romeo Giulietta Sprint Speciale
- 1960 Gordon-Keeble
- 1960 NSU Wankel Spider
- 1961 Aston Martin DB4 GT Jet
- 1962 Alfa Romeo Giulia Sprint GT
- 1962 Alfa Romeo 2600 Sprint
- 1962 BMW 3200 CS
- 1962 Iso Rivolta IR 300
- 1962 Simca 1000
- 1965 Iso Grifo
- 1967 Alfa Romeo Montreal
- 1967 Fiat Dino Coupé
- 1967 Lamborghini Miura
- 1967 Simca 1200S Coupé
- 1968 Fiat 850 Sport Spider
- 1968 Lamborghini Espada
- 1969 Iso Lele
- 1970 BMW Garmisch 2200Ti (ledde fram till BMW 5-serie)
- 1970 Lancia Stratos Zero
- 1971 Lamborghini Countach
- 1972 Fiat X1/9
- 1972 Maserati Khamsin
- 1973 Lamborghini Urraco
- 1974 Ferrari 208/308 GT4
- 1974 Maserati Quattroporte II
- 1977 Volvo 262C
- 1978 Alfa Romeo Alfetta
- 1978 Fiat Ritmo
- 1979 Volvo Tundra
- 1982 Citroën BX
- 1985 Volvo 780
- 1987 Škoda Favorit
- 1989 Citroën XM
- 1990 Lamborghini Diablo
- 1991 Citroën ZX
- 1993 Citroën Xantia
- 1994 Opel Astra Cabrio
- 1995 Daewoo Espero
- 2001 Opel Astra Coupe/Cabrio
- 2003 Alfa Romeo GT
- 2008 Alfa Romeo BAT 11
- 2010 Alfa Romeo Pandion

## Egna modeller
Bertone har även utvecklat egna bilmodeller:
- 1992 Bertone Blitz
- 1998 Bertone Pickster
- 2003 Bertone Birusa
- 2005 Bertone Villa
- 2006 Bertone Suagnà
- 2009 Bertone Mantide